# Lloyd Nolan
Lloyd Benedict Nolan (11 de agosto de 1902 - 27 de septiembre de 1985) fue un actor cinematográfico y televisivo estadounidense.  

## Biografía
Nació en San Francisco, California. Sus padres eran Margaret y James Nolan. Inició su carrera en el teatro y posteriormente fue atraído por Hollywood, donde interpretó principalmente a médicos, detectives, y oficiales de policía en numerosas películas.
Aunque muchos críticos alabaron sus dotes interpretativas y se reconocía que no tenía malas actuaciones, Nolan fue relegado a cine de serie B la mayor parte de su carrera. A pesar de ello, trabajó junto a actrices de la talla de Mae West, Dorothy McGuire, y la antigua soprano de la Metropolitan Opera, Gladys Swarthout. Bajo contrato con los estudios Paramount Pictures y 20th Century Fox, ensayó algunos papeles protagonistas a finales de los años treinta y a mediados de los cuarenta, y actuó interpretando al personaje principal de la serie detectivesca "Michael Shayne". 
La mayoría de sus películas eran entretenimientos ligeros, con el énfasis en la acción. Sus películas más famosas incluyen: Atlantic Adventure, junto a Nancy Carroll; Ebb Tide; Wells Fargo (Una nación en marcha); Every Day's A Holiday, con Mae West; Bataan; y A Tree Grows in Brooklyn (Lazos humanos), con Dorothy McGuire y James Dunn. Tuvo también una gran actuación en el film de 1957 Peyton Place (Vidas borrascosas), con Lana Turner. También trabajó como inspector de policía de Nueva Orleans en el capítulo 24 de la primera temporada de Bonanza llamada "El desconocido". 
Hacia el final de su carrera volvió al teatro, y también actuó en la televisión ganándose grandes elogios, concretamente en The Caine Mutiny Court Martial, así como en la serie televisiva Julia, junto a Diahann Carroll.
Estuvo casado con Mary Mell Efird y con Virginia Dabney. Tuvo dos hijos. Nolan falleció a causa de un cáncer de pulmón en Los Ángeles, California, a los 83 años de edad.

## Filmografía seleccionada
| - G Men (Contra el imperio del crimen) (1935) - Stolen Harmony (1935) - Atlantic Adventure (1935) - She Couldn't Take It (La danza de los ricos) (1935) - 15 Maiden Lane (Joyas funestas) (1936) - Internes Can't Take Money (1937) - Ebb Tide (1937) - Every Day's a Holiday (1937) - Wells Fargo (Una nación en marcha) (1937) - Dangerous to Know (1938) - St. Louis Blues (1939) - The House Across the Bay (El gángster y la bailarina) (1940) - Johnny Apollo (1940) - Dressed to Kill (1941) - Bataan (1943) - A Tree Grows In Brooklyn (Lazos humanos) (1945) - The House on 92nd Street (La casa de la calle 92) (1945) como el agente Agent George A. Briggs - Two Smart People (1946) - Somewhere in the Night (Solo en la noche, 1946) | - Lady in the Lake (1947) - Green Grass of Wyoming (1948) - The Street with No Name (La calle sin nombre) (1948) como inspector George A. Briggs - The Sun Comes Up (1949) - The Lemon Drop Kid (1951) - Island in the Sky (El infierno blanco) (1953) - The Last Hunt (1956) - Toward the Unknown (Al borde del infierno) (1956) - A Hatful of Rain (Un sombrero lleno de lluvia) (1957) - Seven Waves Away (1957) - Peyton Place (Vidas borrascosas) (1957) como Dr. Swain - Portrait in Black (Retrato en negro) (1960) - The Girl Hunters (1962) - Circus World (El fabuloso mundo del circo) (1964) - Ice Station Zebra (Estación Polar Cebra) (1968) - Aeropuerto (1970) - Earthquake (Terremoto) (1974) - Hannah y sus hermanas (1986) |